# S'en fout la mort
Pour plus de détails, voir Fiche technique et Distribution.
S'en fout la mort est le deuxième film de la réalisatrice française Claire Denis sorti le 5 septembre 1990.

## Synopsis
Dah et Jocelyn, originaires respectivement du Bénin et des Antilles organisent clandestinement en France des combats de coqs. Avec l'aide de Pierre Ardennes, un patron d'établissements autoroutiers qui a connu autrefois Jocelyn et sa mère aux Antilles, ils montent un pitt dans les sous-sols d'une boîte de nuit désaffectée près de Rungis. Jocelyn vit depuis son enfance une relation fusionnelle avec les coqs qu'il entraîne de façon pointue, tandis que Dah s'occupe de l'intendance et des paris. Tous les deux vivent dans des conditions difficiles pour monter leurs activités illégales, dormant avec les bêtes dans un espace lugubre s'apparentant plus à une cellule de prison qu'à une chambre. L'un des coqs champions de Jocelyn, « S'en fout la mort », remporte de nombreuses victoires et les combats attirent dans un premier temps des parieurs avant que ce coq ne finisse par perdre. 
Jocelyn, taiseux et de nature instinctive, n'est pas insensible à Toni, la serveuse et employée de Pierre, mais également la maîtresse de son fils Michel. Il transpose en partie cette pulsion dans l'entraînement et l'attachement particulier qu'il porte à « Toni », un nouveau coq blanc particulièrement combatif qu'il entraîne pour un combat spécial contre un coq des Gitans. Cependant, pour augmenter l'attrait et les gains, Pierre Ardennes demande à Jocelyn et à Dah d'utiliser désormais des ergots coupants en acier. Entre Jocelyn et Pierre, un conflit grandit, d'autant que le premier, pour s'auto-inhiber vis-à-vis de Toni, se saoule allègrement et devient agressif. Dah convainc Jocelyn de recourir à cet attribut et d'engranger un maximum d'argent rapidement pour pouvoir partir. Le coq « Toni » muni des ergots lamés se fait déchiqueter par le coq champion des Gitans. Jocelyn se rue sur le pitt pour le sauver, vainement, provoquant volontairement une bagarre générale au cours de laquelle il meurt, comme son champion, poignardé par Michel. Dah, après lui avoir fait la toilette du mort et passé une courte période d'emprisonnement, part vers d'autres horizons.

## Fiche technique
- Titre : S'en fout la mort
- Autre titre : No Fear, No Die
- Réalisation : Claire Denis
- Scénario : Claire Denis et Jean-Pol Fargeau
- Photographie : Pascal Marti
- Son : Alix Comte
- Montage : Dominique Auvray
- Décors : Jean-Jacques Caziot
- Costumes : Élisabeth Tavernier
- Musique : Abdullah Ibrahim : No Fear, No Die (1989)
- Sociétés de production : Cinéa et NEF Diffusion
- Producteurs : Francis Boespflug et Philippe Carcassonne
- Durée : 90 minutes
- Pays de production :  France,  Allemagne de l'Ouest
- Date de sortie : 5 septembre 1990 en France

## Distribution
- Isaach de Bankolé : Dah
- Alex Descas :  Jocelyn
- Solveig Dommartin : Toni
- Christopher Buchholz :  Michel
- Jean-Claude Brialy : Pierre Ardennes
- Christa Lang : la mère de Toni
- Gilbert Felmar Ti'Émile
- Daniel Bellus : Henri
- François Oloa Biloa : François
- Pipo Sarguera : Pipo
- Alain Banicles : l'inspecteur

## Projet et réalisation du film
Claire Denis souhaite faire une œuvre sur le rapport de l'homme noir (qu'il soit Antillais ou Africain) au Blanc, l'ancien colonisateur, ainsi que sur le thème de la mort et du parcours de deuil, notamment en lien avec la récente disparition du dramaturge Bernard-Marie Koltès, ami de la réalisatrice et d'Isaac de Bankolé — ce dernier ayant participé à la création de la pièce Dans la solitude des champs de coton en 1987, dont certains thèmes sont communs avec le film. Pour cela elle utilise, avec son coscénariste Jean-Pol Fargeau, comme l'une des sources d'inspiration de son film, l'essai Peau noire, masques blancs (1952) du médecin et essayiste martiniquais Frantz Fanon sur l'intériorisation par les Noirs d'un « complexe d'infériorité » vis-à-vis des Blancs, notamment dans la linguistique, ainsi que les rapports différents entretenus vis-à-vis des Blancs par les Antillais et les Africains, thèmes qui seront au cœur de son film et développés avec les deux principaux personnages tels que le décrit Fanon : 

« Mais, c'est que l'Antillais ne se pense pas Noir ; il se pense Antillais. Le nègre vit en Afrique. Subjectivement, intellectuellement, l'Antillais se comporte comme un Blanc. Or, c'est un Nègre. Cela, il s'en apercevra une fois en Europe, et quand on parlera de nègres il saura qu'il s'agit de lui aussi bien que du Sénégalais. »

— Frantz Fanon, 1952, Peau noire, masques blancs
En préparation du tournage, Alex Descas suit une longue préparation à la manipulation des animaux auprès de « coquelleurs » antillais afin que l'ensemble de ses mouvements avec les oiseaux soient parfaitement naturels. Le film est tourné en grande partie dans la zone commerciale près d'Orly, le long de l'autoroute A106 vers l'aéroport, et de la discothèque Le Metropolis, ainsi qu'à Rungis,. Le film est tourné en grande partie en caméra à l'épaule par la chef opératrice Agnès Godard qui décide d'utiliser des focales particulières pour obtenir le type d'image recherché par la réalisatrice. Jusqu'au dernier moment Claire Denis hésite sur le sort qu'elle réserve au personnage de Jocelyn : doit-elle le faire mourir ou pas ? et décide de poursuivre son idée jusqu'au bout, après notamment en avoir parlé avec les acteurs.

## Accueil critique
Sur l'ensemble de sa période d'exploitation en salles, le film a réalisé 52 176 entrées en France.

## Distinctions

### Prix
| Année | Cérémonie ou récompense | Prix                           | Catégorie / Lauréat |
| ----- | ----------------------- | ------------------------------ | ------------------- |
| 1990  | Festival de Venise      | « Osella d'argent » du montage | Dominique Auvray    |
| 1991  | Prix Michel-Simon       | Meilleur acteur                | Alex Descas         |

### Nominations
| Année | Cérémonie ou récompense | Catégorie                      | Nommé(e)(s) |
| ----- | ----------------------- | ------------------------------ | ----------- |
| 1991  | César du cinéma         | Meilleur jeune espoir masculin | Alex Descas |